# Sinhaloscia dimorpha
Sinhaloscia dimorpha är en kräftdjursart som beskrevs av Manicastri och Stefano Taiti 1987. Sinhaloscia dimorpha ingår i släktet Sinhaloscia och familjen Philosciidae. Inga underarter finns listade i Catalogue of Life.